# Passo Beyik
O  Passo Beyik, também designado Payik, é um passo de montanha da cordilheira Sarikol que liga a província de Gorno-Badakhshan do Tajiquistão e o Condado Autônomo de Tashkurgan Tajik em Sinquião, República Popular da China. Sua altitude é de 4742 metros e não existe estrada de acesso nesse passo.